# Carmen del Darien
Carmen del Darien är en kommun i Colombia.   Den ligger i departementet Chocó, i den nordvästra delen av landet, 400 km nordväst om huvudstaden Bogotá. Antalet invånare är 5 111. Carmen del Darien ligger vid sjöarna  Ciénaga Las Mujeres och Ciénaga San Alejandro.